# چساپالومبو
چساپالومبو (به ایتالیایی: Cessapalombo) یک کومونه در ایتالیا است که در استان ماچه‌راتا واقع شده‌است.

## خصوصیات
چساپالومبو ۲۷٫۷ کیلومترمربع مساحت و ۵۳۳ نفر جمعیت دارد و ۴۴۷ متر بالاتر از سطح دریا واقع شده‌است.